# Caspa radioactiva
Caspa Radioactiva, Comida cerebral para mutantes felices es una serie de tiras cómicas de la revista española El Jueves, realizada por Darío Adanti.

## Descripción
Como explica el propio autor, 

La caspa, en cine o en televisión, hace referencia a la cultura basura, y lo radiactivo a la cultura del Apocalipsis. Me parecía muy directo a la hora de definir lo que me gusta y lo que hago.

A lo largo de su trayectoria editorial, ha constado de las siguientes tiras:
- Beto y Pepón te enseñan cosas bonitas: es una viñeta en la que con un lenguaje adulto, dos niños tienen un comentario irónico sobre la sociedad. Pepón normalmente hace algún comentario y Beto hace una réplica irónica.

- Escenas de la vida del Hombre Gato: se trata de una viñeta sin diálogo directo del Hombre Gato, personaje que tiene cabeza humana y cuerpo de gato, en el que se relatan sus aventuras, casi siempre con mal final debido a su torpeza.

- La loca-loca-loca vida de: PUTOKRIO!: es un joven con perilla y gafas al final de su adolescencia que hace algún comentario jocoso sobre el punto de vista adulto de la juventud. Basado en la figura de Jorge Riera, amigo personal de Darío Adanti y también historietista, además de cortometrajista, showman guarro y guionista de programas como Red Infernal, La Noche + Corta o Camera Café.

En el número 1683 de El Jueves (26 de agosto de 2009), finalizó El odiómetro, sustituyéndola a la semana siguiente por Las extrañas aventuras del niño Dios. En ella relata las aventuras de un jóvencito "Mesías", con una mentalidad obscena.